# 北站东路街道
北站东路街道，是中华人民共和国新疆维吾尔自治区乌鲁木齐市新市区下辖的一个乡镇级行政单位。

## 行政区划
北站东路街道下辖以下地区：
北站二路社区、迎宾路北社区和地窝堡社区。